# Pescador (película)
Pescador es una película ecuatoriana dirigida por el director ecuatoriano Sebastián Cordero. Se estrenó mundialmente en la 59 edición del Festival de San Sebastián en España en el 2019.

## Sinopsis
Blanquito es un hombre divertido y sociable de 30 años que vive con su madre en un pequeño pueblo pesquero. Un cargamento de cocaína aparece un día en la playa, permitiéndole viajar en busca de una mejor vida y del padre al que nunca conoció, junto a una mujer que dice poder transportar la droga. Pero las cosas no son como parecen y Blanquito pronto se dará cuenta que no pertenece a ningún lugar.

## Trama

### El Pescador
La historia gira en torno a Blanquito, un hombre de 30 años que vive junto a su madre en un pequeño pueblo pesquero llamado "El Matal", en la costa norte del Ecuador. A Blanquito no le interesa el mundo de la pesca, no sabe ni lanzar una red al agua. Lo que más quiere es viajar a Guayaquil y empezar otra vida lejos de El Matal, ya que siente no pertenecer a ese pueblo. Uno de sus propósitos es conocer a su padre, un político muy conocido, pero que aun así él no conoce, debido a que abandonó a su madre cuando ella estaba embarazada de él y solo sabe que lleva su mismo nombre, Carlos Adrián Solórzano. 
Una mañana de madrugada, Blanquito se levanta tarde al trabajo, para cargar canastas llenas de pescados desde los botes de sus colegas pescadores hasta la orilla de la playa, donde se percata de una de las cajas de madera que fueron arrastradas por la marea, la cual contiene paquetes forrados en plástico con forma de ladrillos, llenos de cocaína. Después de abrir uno de ellos y probar el polvo blanco en su interior, se da cuenta de lo que tiene y empieza a llevarse todo lo que puede hacia su casa, al igual que todos los pescadores y habitantes del pueblo que se encontraban en ese momento.

### Conoce a Lorna

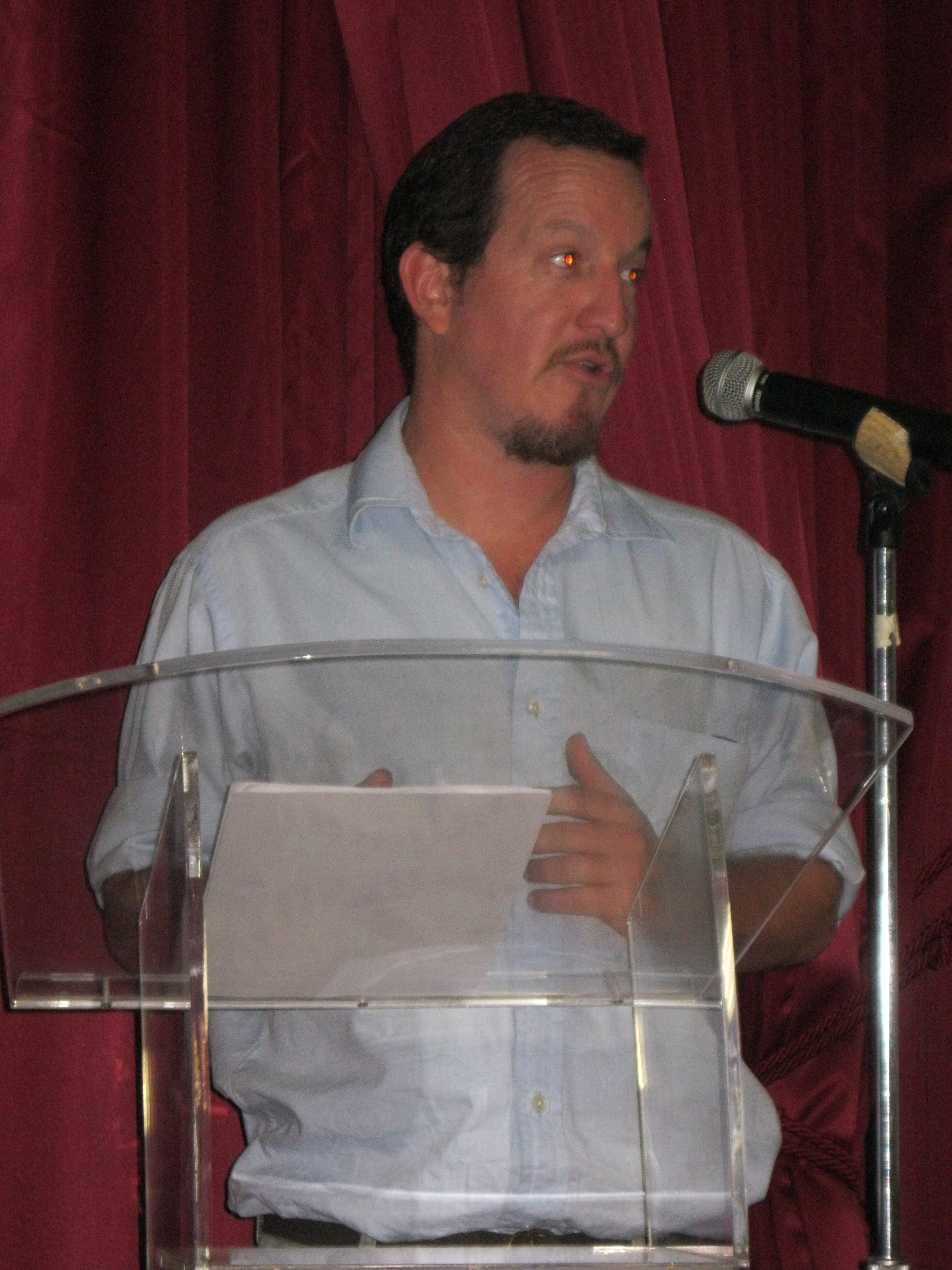
Andrés Crespo, actor que interpretó a Blanquito

Más tarde Blanquito lleva un encargo desde la tienda de un amigo hacia una casa lujosa donde conoce a Lorna, una colombiana de la cual él se enamora. Lorna no tiene suficiente dinero para pagar el encargo, ya que fue abandonada por su novio Elías, el dueño de la casa. En la noche los narcotraficantes se reunieron con la gente del pueblo para comprarles cada ladrillo de droga encontrado por quinientos dólares, pero Blanquito sabe que puede ganar mucho más y decide venderles un par de paquetes para poder al fin, viajar a Guayaquil y ganar más dinero por los ladrillos restantes. Debido a que su amigo el dueño de la tienda, decide no acompañarlo ya que su sueño es montar en el pueblo una empresa de mariscos junto a Blanquito, que tenga de nombre "Mariscos del Mar", y después de que se entera de que la chica a la que pretendía se acostó con uno de sus compañeros de pesca, toma la decisión de pedirle a Lorna que lo acompañe a Guayaquil para encontrar a su padre y vender todo sus paquetes, por lo que le pagaría quinientos dólares, ella acepta pensando que se puede salir con las suyas y safarse de Blanquito, para poder regresar a Colombia y reunirse con su hija y le dice que tiene contactos en Quito a los cuales puede venderles la cocaína.

### El viaje a Guayaquil
Emprenden el viaje al día siguiente y llegan a Manta, donde pasan la noche en un hotel. Luego de que Blanquito se emborrachara con el licor del mini bar de la habitación, Lorna llama a Fabricio (un chofer que trabaja para Elías), y se van del hotel con la maleta de Blanquito. Al darse cuenta de que la maleta no contenía la cocaína, regresa al hotel y al día siguiente viaja a Guayaquil con Blanquito en el auto de Fabricio diciendo que es un taxi que llamó para llevarlos. Después de hospedarse en un hotel de Guayaquil, Blanquito amanece sin dinero en un cabaret luego de pasar la noche emborrachándose y festejando con un trasvesti y un tipo. Se comunica con su madre para que le envíe los paquetes que dejó en El Matal por correspondencia, ya que él solo cargaba el dinero que le dieron los narcotraficantes, y junto a Lorna va en busca de su padre, el cual es prefecto de la ciudad, llamado Carlos Adrián Solórzano. Su padre a pesar de decirle que le cae bien y que no niega haber pasado una noche de diversión con una chica hace 30 años, niega reconocerlo. Blanquito se deprime y visita la tumba de su ídolo Julio Jaramillo, más tarde en la noche, Lorna y Blanquito se contactan con los hijos del prefecto para venderles cocaína y así tener dinero para viajar a Quito.

### Viaje a Quito
En Quito se encuentran con Elías y unos amigos, para venderle algunos paquetes. Luego de esto, Blanquito se entera de que Fabricio trabaja para Elías y empieza a dudar de Lorna. Después de probar un poco de cocaína pura, a petición de uno de los amigos de Elías, y entrar en depresión al ver que Lorna tenía relaciones sexuales con Elías, decide regresar al hotel sin previo aviso y llega a un acuerdo con Fabricio. Al día siguiente recoge todas sus cosas marchándose y dejando un sobre con los quinientos dólares para Lorna, cumpliendo con su parte del trato. Observa desde afuera la llegada de Lorna y Elías junto a Fabricio, que luego de que subieran al hotel, ambos, cruzó miradas con el chofer y al regresar al auto Blanquito desaparece del lugar. Finalmente llega a un restaurante, donde lee en el menú, el nombre del lugar llamado, "Mariscos del Mar".

## Elenco
- Andrés Crespo (Blanquito)[1]
- María Cecilia Sánchez (Lorna)[1]
- Carlos Valencia (Fabricio)[1]
- Marcelo Aguirre (Elías)[1]
- Antonio Santos (Carlos Adrián Solórzano padre de Blanquito)[1][3]

## Premios
- Ministerio de Educación del Ecuador: Premio Augusto San Miguel Categoría Largometraje de Ficción 2009
- Nominada a Mejor Película Iberoamericana en los Premios Ariel de México.[4]
- Festival Internacional de Cine en Guadalajara: Premio Mayahuel de plata, al Mejor actor 2011[2]
- Festival Internacional de Cine en Guadalajara: Premio Mayahuel de plata, al Mejor actor 2011[2]
- Festival Internacional de Cine de Cartagena: Premio Mejor Actor Sección Colombia 100%.[5]